# John McWhorter
John Hamilton McWhorter V (6 de outubro de 1965) é um linguista norte-americano e professor do departamento de Inglês e Literatura Comparada da Universidade Columbia, onde ensina linguística, estudos norte-americanos, filosofia e história da música. É autor de uma série de livros sobre linguagem e relações raciais. Sua pesquisa tem um enfoque em como se formam as línguas crioulas e nas mudanças da gramática de uma língua como resultado de fenômenos sócio-históricos.
Escritor popular, McWhorter já escreveu para a revista Time, The Wall Street Journal, The Atlantic, The Chronicle of Higher Education, The New York Times, The Washington Post, The New Republic, Politico, Forbes, The Chicago Tribune, The New York Daily News, City Journal, The New Yorker, entre outros; é também anfitrião do podcast Lexicon Valley da revista Slate.
Em agosto de 2018 McWhorter anunciou que seria a partir de então editor contribuinte da revista The Atlantic.

## Primeiros anos
McWhorter nasceu e foi criado na Filadélfia, onde frequentou a Friends Select School, e após o segundo ano do ensino médio foi aceito na Bard College em Simon's Rock, onde fez sua graduação. Depois, foi para a Universidade Rutgers onde se tornou bacharel em Francês em 1985. Recebeu seu mestrado em Estudos Americanos da Universidade de Nova Iorque e o doutorado em Linguística em 1993 da Universidade Stanford.

## Carreira
Desde 2008 dá aulas de linguística e Estudos Americanos na Universidade Columbia, onde é Professor Adjunto do departamento de Inglês e Literatura Comparada. Após se formar McWhorter foi professor adjunto de linguística na Universidade Cornell entre 1993 e 1995 antes de assumir o cargo de professor adjunto de linguística na Universidade da Califórnia em Berkeley de 1995 a 2003. Depois deixou essa posição para se tornar membro sênior do Instituto Manhattan, um think tank conservador. Ele foi Editor Contribuinte na revista The New Republic entre 2001 e 2014. Entre 2006 e 2008 foi colunista no jornal The New York Sun e tem escrito colunas regularmente para The Root, The New York Daily News, The Daily Beast, CNN e Times Ideas.
McWhorter já publicou vários livros sobre linguística e relações raciais, dos quais os mais conhecidos são: Power of Babel: A Natural History of Language; Our Magnificent Bastard Tongue: The Untold History of English; Doing Our Own Thing: The Degradation of Language and Music and Why You Should, Like, Care e Losing the Race: Self-Sabotage in Black America. Ele regularmente faz aparições públicas no rádio e televisão sobre assuntos relacionados, é frequentemente entrevistado no National Public Radio e é um colaborador frequente em Bloggingshead.tv, incluindo dez anos de discussões com Glenn Loury. Já apareceu duas vezes na série de documentários Bullshit!, uma vez no episódio sobre palavras de baixo calão na posição de professor de linguística, e novamente no episódio sobre reparações históricas pela escravidão por suas visões políticas e conhecimento de relações raciais. Já falou no TED (2013, 2016), nos programas The Colbert Report, Real Time with Bill Maher e no programa Up com Chris Hayes na MSNBC.[carece de fontes?]
McWhorter é autor dos cursos "The Story of Human Language"; "Understanding Linguistics: The Science of Language"; "Myths, Lies and Half-Truths About English Usage"; e "Language From A to Z" na série The Great Courses, produzida pela Teaching Company.

## Linguística
Grande parte do trabalho acadêmico de McWhorter se refere às línguas crioulas e sua relação com outras línguas, muitas vezes focando na língua crioula do Suriname, o saramacano. Seu trabalho se expandiu para uma investigação geral do efeito que a aquisição de uma segunda língua causa na linguagem. Ele defende que as línguas naturalmente tendem a ser complexas e irregulares, uma tendência que só é revertida por adultos em processo de adquirir uma língua, e que a formação de línguas crioulas é simplesmente um exemplo extremo desse processo. Como exemplos, McWhorter cita o inglês, o mandarim, a língua persa, as variedades coloquiais modernas do árabe, suaíle e indonésio. Ele delineou suas ideias em formato acadêmico em Language Interrupted e Linguistic Simplicity and Complexity e para o público em geral em What Language Is e Our Magnificent Bastard Tongue. Alguns outros linguistas sugerem que suas noções de simplicidade e complexidade são impressionistas e baseadas em comparações com idiomas europeus e apontam para exceções à correlação que ele propõe.
McWhorter é um crítico vocal da hipótese de Sapir-Whorf. Em The Language Hoax, ele descreve sua oposição à noção de que a "língua canaliza o pensamento".
McWhorter também defende uma teoria segundo a qual várias línguas na ilha de Flores sofreram transformações por causa de migrações agressivas vindas da ilha vizinha de Sulawesi, e ele se une a estudiosos que afirmam que o inglês sofreu influência das línguas celtas faladas pela população indígena e então foi encontrado pelos invasores germânicos da Bretanha. Ele também já escreveu vários artigos para os meios de comunicação defendendo que construções coloquiais, tais como os usos modernos de "like" ("tipo") e "totally" ("totalmente") e outras falas fora do padrão devem ser consideradas interpretações alternativas do inglês em vez de versões degradadas.
Em 2017, McWhorter foi um dos palestrantes da série inaugural Palestras Públicas Sobre Língua organizada pela Sociedade Americana de Linguística.

## Visões sociais e políticas
McWhorter caracteriza a si mesmo como um "democrata liberal irritadiço". Em apoio a esta descrição, ele afirma que, enquanto "discorda de maneira sustentada de muitos dos princípios da ortodoxia dos Direitos Civis", ele também "apoia Barack Obama, critica a guerra às drogas, apoia o casamento gay, nunca votou no George Bush e descreve o inglês negro como discurso coerente". McWhorter observa ainda que o conversador Instituto Manhattan, para o qual ele trabalhou, "sempre foi hospitaleiro com os democratas". McWhorter já criticou ativistas e educadores de esquerda em particular, como Paulo Freire e Jonathan Kozol. Ele acredita que ações afirmativas deviam ser baseadas em classe e não em raça. Um autor identifica McWhorter como um pensador radical centrista.
Em abril de 2015, McWhorter apareceu no NPR e disse que o uso da palavra "thug" ("bandido") estavam se tornando um código para nigger ("preto") ou "negros arruinando coisas" quando usada por brancos se referindo à atividades criminosas. Ele acrescentou que o uso recente pelo presidente Obama e pela prefeito de Baltimore Stephanie Rawlings-Blake (pelo qual ela posteriormente pediu desculpas) não poderiam ser interpretados da mesma maneira, dado que o uso de "thug" pela comunidade negra pode conotar positivamente admiração pela auto-direção e sobrevivência dos negros. McWhorter esclareceu suas opiniões em um artigo no The Washington Post.